# Georges Abou Khazen
Georges Abou Khazen OFM (* 3. August 1947 in Aïn Zebdeh) ist ein syrischer römisch-katholischer Ordensgeistlicher und emeritierter Apostolischer Vikar von Aleppo.

## Leben
Georges Abou Khazen trat der Ordensgemeinschaft der Franziskaner bei, legte am 3. August 1972 die ewige Profess ab und empfing am 28. Juni 1973 die Priesterweihe.
Papst Franziskus ernannte ihn am 4. November 2013 zum Apostolischen Vikar von Aleppo und Titularbischof von Rusadus, nachdem er das Vikariat bereits seit dem Rücktritt seines Vorgängers Giuseppe Nazzaro als Apostolischer Administrator verwaltet hatte. Die Bischofsweihe spendete ihm der Kardinalpräfekt der Kongregation für die orientalischen Kirchen, Leonardo Kardinal Sandri, am 11. Januar des folgenden Jahres.
Am 29. Juni 2022 nahm Papst Franziskus das von Georges Abou Khazen vorzeitig vorgebrachte Rücktrittsgesuch an.